# Billie Whitelaw
Billie Whitelaw (Coventry, Warwickshire, 6 de junio de 1932-Hampstead, Londres, 21 de diciembre de 2014) fue una actriz británica de larga trayectoria en cine y televisión. Trabajó en estrecha colaboración con el dramaturgo irlandés Samuel Beckett durante veinticinco años y es considerada como una de las más destacadas intérpretes de las obras de ese dramaturgo del teatro del absurdo.

## Biografía
Billie nació el 6 de junio de 1932 en Coventry, Warwickshire. Su familia integró una parte de la clase obrera de la ciudad y más tarde asistió a la Thornton Grammar School de Bradford. A los once años, comenzó a trabajar como actriz infantil en programas de radio, y más tarde, trabajó como gerente asistente de escenario en un teatro provincial.

## Carrera
Después de un entrenamiento en RADA, Whitelaw debutó a la edad de 18 en Londres, en 1950. Hizo su debut cinematográfico en The Sleeping Tiger, en (1954), seguido por papeles en tallar su nombre con orgullo (1958) y El infierno es una ciudad (1960).Pronto se convirtió en un habitue en las películas británicas de la década de 1950 y 1960. 
En sus primeras obras de cine se especializó en blousy rubias y secretarias, pero su espectacular gama comenzó a surgir a finales de los 60's. Protagonizó junto a Albert Finney el film Charlie Bubbles (1967), una actuación por la que ganó un premio BAFTA como mejor actriz de reparto. Luego ganó su segundo BAFTA en el papel de la sensual madre de la estudiante universitaria Hayley Mills en el thriller psicológico Twisted Nerve (1969). Después continuó en películas como Leo, el último (1970), Empiecen la revolución sin mí  (1970), Detective sin licencia  (1971), el thriller de Alfred Hitchcock, Frenesí, (1972), Night Watch, en 1973, y en 1985 Murder Elite.
Whitelaw ganó el aplauso internacional por su escalofriante interpretación de la Sra. Baylock, mencionada por el guionista David Seltzer como la "guardiana de las puertas" y protectora del niño anticristo Damien en La profecía,  en 1976, junto a Gregory Peck y Lee Remick. Esa actuación fue considerada una de las más memorables de la película, y ganó el Evening Standard British Film Award a la mejor actriz. 

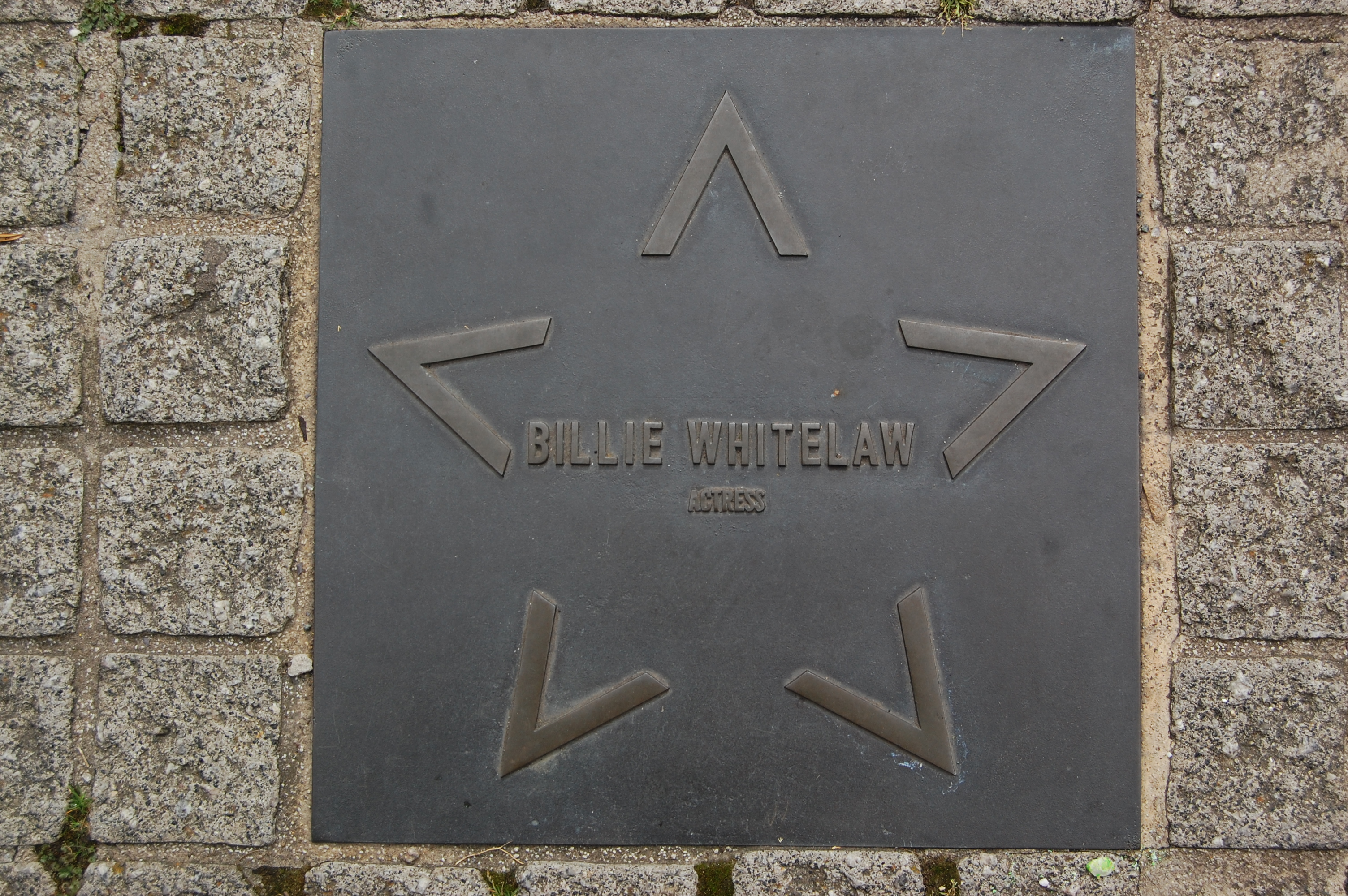
Estrella de la fama de Billie Whitelaw.

Otros trabajos suyos incluyen la voz del personaje de Aughra en The Dark Crystal; la irremediablemente ingeniosa Sra. Hall de Maurice (1987); una de las dos hermanas, con Joan Plowright, que luchan por sobrevivir en tiempos de guerra de Liverpool, en La modista (1988); la madre ferozmente dominante y protectora de unos gemelos psicópatas asesinos en The Krays (1990), una actuación que le valió una nominación a los premios BAFTA; la enfermera Grace Poole en Jane Eyre (1996); y una lavandera ciega en Quills (2000).
Volvió al cine, en un giro de comedia, como Joyce Cooper, en Hot Fuzz (2007). Según Simon Pegg, su esposa accidentalmente se refirió a ella como "Willie Bitelaw". Se despidió del cine con la película de acción y comedia Arma fatal en 2007.
En 1970, fue miembro del jurado en el XX Festival Internacional de cine de Berlín. 
En 1996 participó en un video musical del grupo Simply Red, titulado Never Never Love, en la que también apareció la modelo y actriz Stephanie Beacham.

## Fallecimiento
Whitelaw, que llevaba varios años sufriendo Alzheimer, falleció en un asilo de ancianos en Hampstead, Londres, en las primeras horas del domingo 21 de diciembre de 2014. Su muerte fue definida por su hijo como "pacífica". La actriz tenía 82 años de edad.

## Filmografía
- 2007: Arma fatal.
- 2000: Quills.
- 2000: Las últimas rubias explosivas.
- 1999: Inocencia robada.
- 1999: Shooting the Past .
- 1996: Jane Eyre.
- 1994: Consejos mortales.
- 1992: The Cloning of Joanna May .
- 1991: Asesinato de calidad.
- 1991: Duelo de corazones.
- 1990: Lorna Doone.
- 1990: Los Krays.
- 1989: The Fifteen Streets.
- 1988: La modista.
- 1988: Joyriders.
- 1987: The Secret Garden.
- 1987: Maurice.
- 1985: Asesinato selecto.
- 1985: Shadey.
- 1985: Tangiers.
- 1984: Las pasiones de Camille.
- 1984: La cadena.
- 1983: Slayground
- 1983: Jamaica Inn.
- 1982: Cristal oscuro.
- 1982: Un trabajo no apropiado para mujeres .
- 1980: Historia de dos ciudades.
- 1978: Leopard in the Snow.
- 1978: La leyenda del lago mágico
- 1977: Eustace and Hilda.
- 1977: ...but the clouds... (Cortometraje)
- 1977: Ghost Trio (Cortometraje)
- 1976: La profecía.
- 1973: Not I (Cortometraje)
- 1973: Una hora en la noche.
- 1972: Frenesí.
- 1972: Poet Game.
- 1972: Eagle in a Cage.
- 1971: Detective sin licencia
- 1970: Leo el último
- 1970: Empiecen la revolución sin mí
- 1969: The Adding Machine
- 1968: Twisted Nerve.
- 1968: The Strange Case of Dr. Jekyll and Mr. Hyde.
- 1967: Charlie Bubbles .
- 1964: The Comedy Man.
- 1962: El agente del diablo
- 1961: Mr. Topaze.
- 1961: No Love for Johnnie.
- 1961: Cada minuto cuenta.
- 1960: Make Mine Mink.
- 1960: Hell Is a City.
- 1960: La carne y el demonio.
- 1959: Bobbikins.
- 1959: Breakout.
- 1958: This Day in Fear.
- 1958: Un crimen por hora .
- 1958: Agente secreto SZ
- 1958: You're a Long Time Dead.
- 1957: Small Hotel.
- 1957: Miracle in Soho.
- 1956: Without Love.
- 1955: Othello.
- 1955: Room in the House.
- 1954: Companions in Crime.
- 1954: El tigre dormido
- 1953: Fraude criminal.
- 1952: Without the Prince.

## Televisión
- 2002: Judge John Deed.
- 2000: A Dinner of Herbs.
- 1998-2000: The Canterbury Tales.
- 2000: Quills.
- 1998: Merlín.
- 1997: Born to Run.
- 1992-1994: Firm Friends.
- 1989-1994: Screen Two.
- 1993: Performance
- 1987: Imaginary Friends.
- 1981: BBC2 Playhouse.
- 1979: Oresteia.
- 1977-1978: The Lively Arts.
- 1977: Supernatural .
- 1976 Espacio: 1999 .
- 1974:  Whodunnit?.
- 1974: Napoleón y el amor .
- 1973: Cuentos de Wessex.
- 1972: The Sextet.
- 1956-1971: Armchair Theatre.
- 1970: ITV Saturday Night Theatre.
- 1970: Wicked Women.
- 1969: Jackanory.
- 1967: Sir Arthur Conan Doyle.
- 1966: Love Story.
- 1966: Knock on Any Door.
- 1966: Thirty-Minute Theatre.
- 1964: Festival.
- 1963: First Night.
- 1963: Espionage.
- 1957-1961: ITV Television Playhouse .
- 1961: Stryker of the Yard.
- 1961: Kraft Mystery Theater .
- 1960: Armchair Mystery Theatre.
- 1957-1960: ITV Play of the Week
- 1960: BBC Sunday-Night Play.
- 1958-1959: Time Out for Peggy
- 1957-1959: BBC Sunday-Night Theatre.
- 1957: Robin Hood.
- 1957: My Pal Bob.
- 1956: Tales from Soho
- 1955: Lilli Palmer Theatre.
- 1955: Dixon of Dock Green .
- 1955: Terminus.
- 1954: Douglas Fairbanks, Jr., Presents
- 1953: The Pattern of Marriage.
- 1952: The Secret Garden.

## Premios
- 1991- Distinguida como Dama Comendadora de la Orden del Imperio Británico.
- 1976 -Premio Evening Standard British Film Award - La profecía mejor actriz.
- 1969 -Premio BAFTA - Twisted nerve -Mejor actriz de reparto.
- 1967 -Premio BAFTA - Charlie Bubbles-Mejor actriz de reparto.